# Saint-Placide
Pour les articles homonymes, voir Saint Placide (homonymie).
Saint-Placide est une municipalité riveraine du lac des Deux Montagnes dans la municipalité régionale de comté de Deux-Montagnes au Québec (Canada), située dans la région administrative des Laurentides.

## Toponymie
Elle a été nommée en l'honneur de saint Placide, moine bénédictin du VIe siècle.

## Histoire
Avant 1780, le territoire de Saint-Placide n'est qu'un lieu de passage soit des autochtones ou des européens. En effet, les rivières et lacs, constituent des voies de transport facilitant la traite et le commerce des fourrures. Le lac des Deux-Montagnes agissait comme point de pivot de cette voie transcontinentale. Les fourrures transigeait du nord vers Montréal. De plus, la rivière des Outaouais servait de voie aux militaires, explorateurs, commerçants et missionnaires. Durant le XVIIe siècle, le lac des Deux-Montagnes a servie de voie navigable pour Samuel de Champlain, lors de son voyage à l’île aux Allumettes en 1613, Pierre Gaultier de Varennes et de La Vérendrye, Étienne Brûlé en 1615 en route pour les lacs Huron et Ontario, Jean Nicolet en 1634 se dirigeant vers le lac Michigan, Médard Chouart des Groseillers et Radisson en 1659 dans leur voyage au lac Supérieur, Nicolas Perrot en 1665 en route vers le lac Michigan. Beaucoup d’autres ont aussi navigué sur le lac des Deux-Montagnes dont Pierre de Troyes en 1686 alors qu’il gagnait la Baie James, et Pierre Le Moyne d'Iberville la même année en direction de la Baie d’Hudson.

En 1717, le roi de France, Louis XV, concède la seigneurie du Lac des Deux-Montagnes aux prêtres de Saint-Sulpice. La communauté religieuse des Sulpiciens sont de grands propriétaires terriens. Ils possèdent l'île de Montréal, ainsi que la seigneurie du Lac. Cette seigneurie comporte alors le territoire actuel des paroisses de Saint-Benoît (Mirabel), Sainte-Scholastique (Mirabel), Saint-Hermas (Mirabel), Saint-Joseph-du-Lac et Saint-Placide.

À la fin du XVIIIe siècle, les Sulpiciens cadastrent la Seigneurie du Lac des Deux-Montagnes. C'est ainsi que les côtes Saint-Vincent, Saint-Jean, Saint-Étienne et des Éboulis sont arpentées. Le 18 mai 1780, une première terre de la côte des Éboulis, en bordure du lac, est concédée à Charles Cloutier. Durant les quinze années qui suivent, la majorité du territoire actuel de Saint-Placide sera concédé. La majorité de ces colons proviennent de Montréal soit de Sainte-Anne-du-Bout-de-l'ile (Sainte-Anne-de-Bellevue), de Pointe-Claire et de Sainte-Geneviève. Le village reste à cette époque d'une petite taille. En 1780 sont défrichées: le rang Saint-Vincent, la côte Double, le Chemin de la blouse, la montée Auby, Côte des Éboulis, rang de l'Anse, Chemin de la Baie.

Le 15 décembre 1837, le village de Saint-Benoît est incendié par les Anglais lors de la Rébellion des Patriotes (1837-1838). Le village de Saint-Placide, voisin accueille les rescapés de l'évènement. Saint-Placide, à cette époque ne comporte pas d'église. Maintenant sans église à Saint-Benoit pour les messes religieuse, la population se consulte. Une assemblée est tenue sur la côte Saint-Vincent. Cette assemblée mène à la donation d'un terrain sur la côte des Éboulis le 11 juin 1844 par Benjamin Raby et Calix Franche. La paroisse de Saint-Benoit est alors divisée en deux et greffée à Saint-Placide. La requête est approuvée par l'évêque le 21 octobre 1844. En 1850, le terrain en face de l'église, aujourd'hui le parc Adélaïde-Paquette, est transformé en cimetière. Celui-ci sera agrandi en 1892. En 1927, le cimetière contient 1 400 inhumations. Maintenant au coeur du village, le cimetière est décrété comme un danger pour la santé publique par le Service provincial d'hygiène. Le clergé achète en 1929 un terrain situé en bordure de l'actuelle route 344. Le cimetière y est encore aujourd'hui.

Vers la fin du XIXe siècle, le village s'agrandit. La construction d'un quai, vers 1867, ouvre une nouvelle opportunité économique. Avec le commerce du bois grandissant entre Ottawa-Gatineau-Hull-Montréal, les biens peuvent circuler par bateau. Trois phares sont installés à Saint-Placide. À la même époque, une fonderie, un moulin à scie, une boucherie, une auberge, une cordonnerie et une beurrerie se construisent et produisent des marchandises.

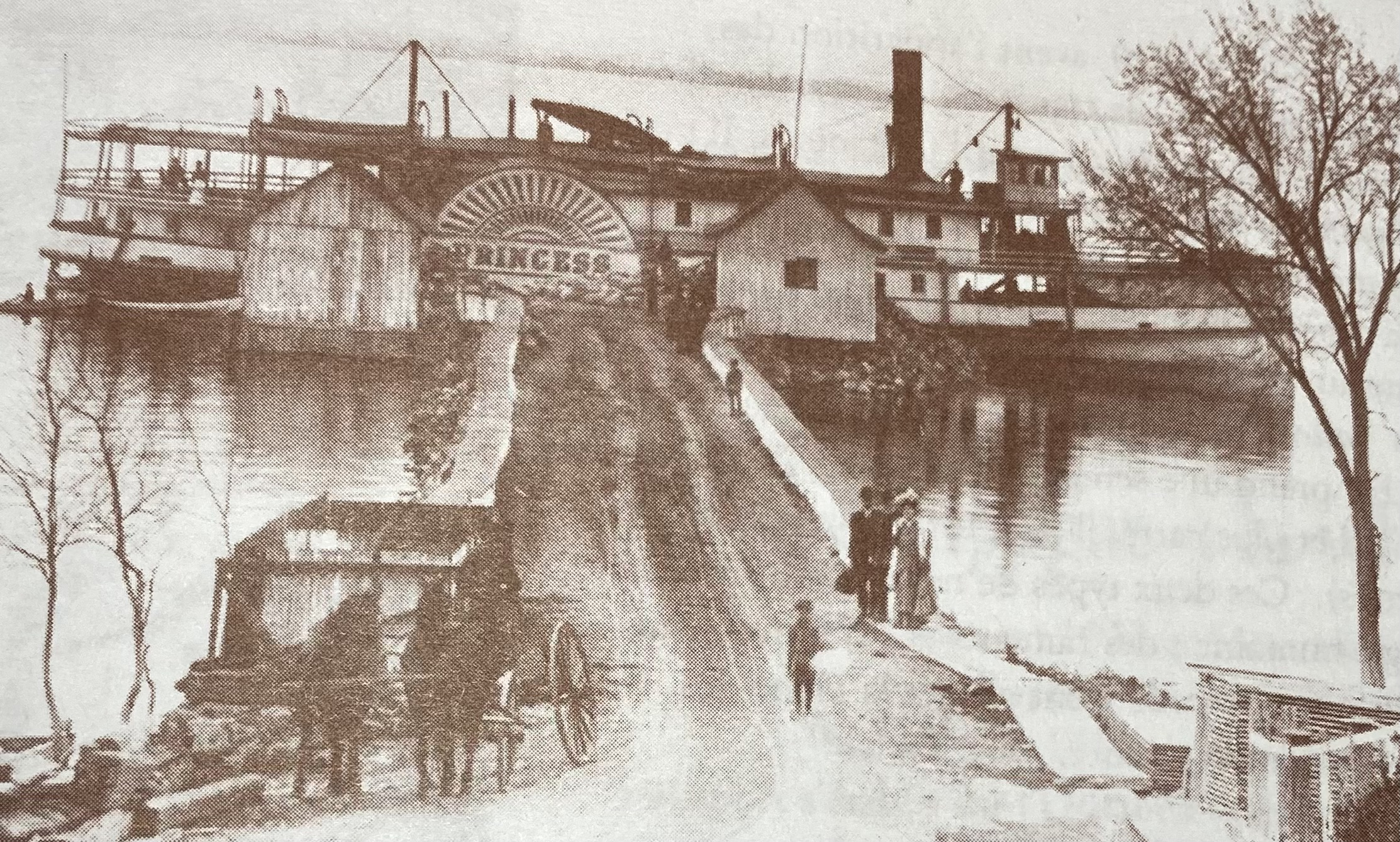
Bateau à vapeur Princess au quai de Saint-Placide (c. 1940)

Le 26 septembre 1906, peu après minuit, Le Maude, un bateau marchand régulier du quai de Saint-Placide charge: 40 vaches, 10 chevaux, 25 cochons, 3 moutons puis quelques passagers. Le bateau remonte le lac des Deux-Montagnes. Proche de Pointe-aux-Touristes (aujourd'hui Pointe-aux-Anglais) l'Ottawan, un bateau de l'Ottawa Forwarding Company emboutit le Maude. Ce dernier coule en cinq minutes. Dans ce naufrage trois personnes perdent la vie: l'ingénieur en chef, Barthée Patry, la fille de chambre, Maggie Benson et un commerçant Raoul Barrette,.
En 1945, la Gatineau Power Company, amène l'électricité dans les rangs de Saint-Placide. La majorité du village aura accès à l'électricité au courant des années 40.

## Géographie
La superficie de Saint-Placide est de 41,63 km2. La ville est principalement constituée de champs agricoles et de forêt. La superficie agricole est de 37,91 km2 pour 3,72 km2 de milieux urbains. Les rues, rangs et routes ont un kilométrage linéaire d’environ 30 km.
Saint-Placide est divisée en plusieurs petits secteurs qui portent les noms suivants : la Pointe-aux-Anglais, la Baie, le secteur des Épinettes, la Côte Saint-Jean, la Côte Saint-Vincent, la Côte Saint-Étienne, le noyau villageois, la Concession des Éboulis et la Pointe Masson. De nos jours, plus de 90 % du territoire de Saint-Placide est consacré à l’agriculture. 

## Démographie
| 1991  | 1996  | 2001  | 2006  | 2011  | 2016  | 2021  |
| ----- | ----- | ----- | ----- | ----- | ----- | ----- |
| 1 387 | 1 479 | 1 537 | 1 642 | 1 715 | 1 686 | 1 784 |

## Administration
Les élections municipales se font en bloc et suivant un découpage de six districts.
| Saint-Placide Maires depuis 2002                                                                                     |                   |         |          |
| Élection | Maire             | Qualité | Résultat |
| 2002 | Denis Lavigne     |         | Voir     |
| 2005 | Denis Lavigne     | Voir    |          |
| 2009 | Denis Lavigne     | Voir    |          |
| 2013 | Denis Lavigne     | Voir    |          |
| 2017 | Richard Labonté   |         | Voir     |
| 2021 | Daniel Laviolette |         | Voir     |
| Élection partielle en italique Depuis 2005, les élections sont simultanées dans toutes les municipalités québécoises |                   |         |          |

## Éducation
La Commission scolaire de la Seigneurie-des-Mille-Îles administre les écoles francophones.
- École de l'Amitié[11]
- École secondaire d'Oka à Oka[12]

La Commission scolaire Sir Wilfrid Laurier administre les écoles anglophones:
- École primaire Mountainview et école primaire Saint Jude, à Deux-Montagnes[13],[14]
- École secondaire Lake of Two Mountains (en) à Deux-Montagnes[15]

## Lieux notables
Saint-Placide abrite la maison natale de Sir Adolphe-Basile Routhier (1839-1920), poète, romancier, dramaturge, et juge en chef du Québec. Cette maison a été classée monument historique.
On y trouve également une église datée de 1857 qui domine le lac. Des rues sont organisées autour de l’église et le cœur du village est resté le même qu'au XIXe siècle. Celui-ci a gardé en grande partie l'architecture villageoise d'autrefois. Tout près de l'église, l'on retrouve la Société Arts et Culture de Saint-Placide qui a été fondée en 1998. À côté de l’église, il y a le presbytère de Saint-Placide. Entre 1850 et 1853, un premier bâtiment de pierre est érigé. En 1894, le presbytère est détruit pour être reconstruit cette fois par l’architecte Joseph Fauteux. En 2008, le bâtiment est acheté par la Municipalité de Saint-Placide et accueil maintenant des services sociaux.   
Quatre parcs peuplent la ville : le parc Adélaïde-Paquette, le parc Cyrille-Lalande, le parc Sir-Adolphe-Basile-Routhier, et le parc de l’Aire de repos.
L’aménagement du parc Félix-Lalonde, en face de la petite église, a été conçu à la façon d’un grand amphithéâtre d’où il est possible d’observer la nature. 

## Art public
- Sculpture (1985), Gilles Lauzé, École primaire de l'Amitié [17]